# Calymmaria minuta
Calymmaria minuta är en spindelart som beskrevs av Ernst Heiss och Draney 2004. Calymmaria minuta ingår i släktet Calymmaria och familjen panflöjtsspindlar. Inga underarter finns listade.